# Hikaru ga shinda natsu
Hikaru ga shinda natsu (光が死んだ夏, lit. ‘L'estiu en què en Hikaru va morir’) és una sèrie de manga japonesa escrita i il·lustrada per Mokumokuren. Es va començar a serialitzar al web Young Ace Up de l'editorial Kadokawa Shoten l'agost de 2021. A desembre de 2024, la sèrie s'ha recopilat en 6 volums tankobon. En el manga, en Yoshiki, un adolescent que viu al Japó rural, un dia descobreix que el seu millor amic, en Hikaru, ha estat posseït per un ésser sobrenatural, la qual cosa l'obliga a reformular la relació que tenen i afrontar perills desconeguts.
Mokumokuren va tenir la idea de la sèrie quan estudiava per als exàmens i més tard va començar a publicar-ne dibuixos a Twitter, la qual cosa va fer que el departament editorial de Young Ace Up contactés amb Mokumokuren per serialitzar el manga al seu lloc web. Una adaptació d'anime produïda per CygamesPictures s'estrenarà el tercer trimestre de 2025. Va arribar amb subtítols en català, amb el títol de L'estiu en què el Hikaru va morir.
Un cop publicat el primer volum, la sèrie es va convertir en un èxit de crítica i comercial; el primer volum va vendre 200.000 còpies en tres mesos, i va rebre elogis de la crítica per la història, la il·lustració i els personatges.

## Argument
En Yoshiki i en Hikaru són dos nois adolescents que viuen en un petit poble del Japó rural. Tot i tenir personalitats oposades i aficions diferents, són grans amics. Malgrat això, un dia d'hivern, en Hikaru té un accident mortal quan camina sol per les muntanyes. Abans de morir, un ésser misteriós i sobrenatural se'l troba i el devora, cosa que fa que adopti la seva forma. Aquest "Hikaru" té tots els sentiments i records de l'original, però no deixa de ser un altre ésser. De fet, en Yoshiki ràpidament s'adona que no és ell. Tot i així, en Yoshiki no vol separar-se d'aquest "Hikaru"; la cosa és que, la seva naturalesa alienígena, i el fet que el ronden altres éssers sobrenaturals i caçadors d'aquests éssers, potser ho fan impossible.

## Personatges
Hikaru Indo (忌堂 光, Indō Hikaru)
Veu: Yōtarō Negishi (vòmic, PV1), Hiro Shimono (PV2), KENN  (PV3), Junya Enoki (PV4), Shūichirō Umeda (anime)  (japonès)
Yoshiki Tsujinaka (辻中 佳紀, Tsujinaka Yoshiki)
Veu: Tomohiro Ohno (vòmic, PV1), Yoshitsugu Matsuoka (PV2), Tomoaki Maeno (PV3), Koki Uchiyama (PV4), Chiaki Kobayashi (anime)  (japonès)
Asako Yamagishi (山岸朝子, Yamagishi Asako)
Veu: Yumiri Hanamori  (japonès)
Rie Kurebayashi (暮林理恵, Kurebayashi Rie)
Veu: Wakana Kowaka  (japonès)
Tanaka (田中)
Veu: Chikahiro Kobayashi  (japonès)

## Producció
Mokumokuren va tenir la idea la sèrie quan estudiava per als exàmens d'accés al batxillerat. Després de graduar-se, Mokumokuren va començar a publicar-ne dibuixos a Twitter el gener de 2021 durant el seu temps lliure. Més tard, el departament editorial de Young Ace Up va contactar amb Mokumokuren per serialitzar el manga a Young Ace Up, cosa que va acceptar. Mokumokuren és fan del manga d'acció de la Shūkan Shōnen Jump i la Shūkan Young Jump, especialment de Tokyo Ghoul.
Mentre n'escrivia la història, Mokumokuren va mirar de minimitzar-hi el terror tant com va poder, per apel·lar a les emocions de la gent en lloc de fer por. Mokumokuren també pensava que la narrativa complementa el terror, a causa de l'efecte pont penjant, que afirma que és més fàcil enamorar-se quan algú té angoixa o té por. Pel que fa a les il·lustracions, Mokumokuren intenta utilitzar-hi onomatopeies que no són gaire habituals en el japonès, sempre mirant d'aconseguir que funcionin correctament en el context de la història.
Mokumokuren va publicar el manga en format de one-shot el 2021 amb el gènere Boys' Love, però va optar per no especificar-ne el gènere a la publicació oficial el 2022.

### Ambientació
Mokumokuren es va inspirar en el poble natal de la seva àvia, que tenia les cases molt juntes entre si, i en què era normal que els veïns entressin a les cases dels altres sense avisar. Va tenir aquesta idea quan en visitava la regió. Com que Mokumokuren volia que els personatges parlessin en un dialecte distintiu, va buscar un dialecte que fos "lleugerament diferent del dialecte de Kansai" i va decidir que l'escenari havia de tenir lloc a la zona muntanyosa de la regió de Tokai. Així doncs, l'opció elegida va ser un poble situat a les muntanyes de la prefectura de Mie, així que alguns personatges parlen en dialecte de Mie.

## Contingut de l'obra

### Manga
La sèrie és escrita i il·lustrada per Momokuren, i es va començar a serialitzar al lloc web Young Ace Up de l'editorial Kadokawa Shoten el 31 d'agost de 2021. A desembre de 2024, els capítols de la sèrie s'han recopilat en sis volums tankōbon.

#### Volums
| Núm. | Data de publicació    | ISBN              |
| ---- | --------------------- | ----------------- |
| 1    | 4 de març de 2022     | 978-4-04-112273-0 |
| 2    | 4 d'octubre de 2022   | 978-4-04-112960-9 |
| 3    | 2 de juny de 2023     | 978-4-04-113700-0 |
| 4    | 4 de desembre de 2023 | 978-4-04-114339-1 |
| 5    | 4 de juny de 2024     | 978-4-04-114997-3 |
| 6    | 4 de desembre de 2024 | 978-4-04-115608-7 |
| 7    | 4 de juliol de 2025   | 978-4-04-115682-7 |

### Novel·la
Kadokawa Shoten va publicar una novel·la adaptada del manga, escrita per Mio Nukaga, la qual es va publicar el 4 de desembre de 2023.

### Anime
Una adaptació a anime de la sèrie es va anunciar el 24 de maig de 2024. Més tard es va revelar que seria produïda per CygamesPictures i dirigida i escrita per Ryōhei Takeshita, amb dissenys de personatges i direcció d'animació a càrrec de Yuichi Takahashi, i animació "Dorodoro" a càrrec de Masanobu Hiraoka. S'estrenarà el tercer trimestre de 2025 a Nippon TV. El tema de cloenda és "Anata wa Kaibutsu" (あなたはかいぶつ, lit. ‘Ets un monstre’) de Tooboe. Netflix emetrà la sèrie a tot el món, i Abema l'emetrà gratuïtament al Japó. Es va estrenar amb subtítols en català.

## Rebuda
Al Next Manga Award 2022, Hikaru ga shinda natsu va ocupar l'11è lloc en la categoria de manga web. També va ser l'opció més popular entre els votants xinesos tradicionals. La sèrie va encapçalar la llista dels millors mangues per a lectors masculins de l'edició del 2023 de Kono Manga ga Sugoi! de Takarajimasha. També va ser nominat al 16è Manga Taishō. La sèrie va ocupar el cinquè lloc als còmics recomanats pels treballadors de la llibreria nacional del 2023. També va ocupar el setè lloc al setè premi de còmic Tsutaya. El 2023, la Biblioteca Pública de Nova York va incloure la sèrie entre els millors llibres per a adolescents aquell any. Va ocupar el 29è lloc a la llista del "Llibre de l'any" del 2023 de la revista Da Vinci. El 2024, el primer volum i l'autor de la sèrie, Mokumokuren, van ser nominats al premi Eisner a la millor edició dels EUA de material internacional: Àsia i al millor escriptor/artista respectivament. La sèrie també va ser nominada als Harvey Awards en la categoria de Millor Manga el mateix any.
El primer volum va tenir tres vegades més comandes que les còpies disponibles en la primera tirada. El volum es va reimprimir sis vegades en tres mesos, i va tenir més de 200.000 exemplars en circulació. A 4 de novembre de 2024, la sèrie tenia 3 milions de còpies en circulació.
Chanmei de Real Sound va elogiar-ne la història i va remarcar que els personatges eren molt emotius. Chanmei també va elogiar-ne les il·lustracions, i trobava que complementaven bé la història. Tensako Miura d'An An va elogiar-ne la història, els personatges principals i les il·lustracions. Sobretot va remarcar el bon ús de tons negres dels dibuixos.